# Frostpunk
『Frostpunk』（フロストパンク）はワルシャワの11 bit studiosによって開発された、リアルタイムストラテジーによる建築・サバイバルゲームである。
蒸気機関の発達によりスチームパンク世界を迎えた1886年のイギリス。タンボラとクラカタウの大噴火による太陽の減光がもたらした寒冷化が世界を襲い、生き残った市民達は巨大な蒸気ジェネレーターの下に人類最後の街を建設する。時に摂氏マイナス100度を下回る極限環境の中、プレイヤーは街のリーダーとして住民に指示を出し、資源を集め、荒野を探索し、寒波に備え、時に犠牲を伴う決断を下さなければならない。2020年1月22日には前日譚を描く「The Last Autumn」が配信されている。
2018年4月にWindows専用ソフトとして発売され、翌年2月には日本語に対応している。2019年10月11日には『Frostpunk Console Edition』としてPlayStation 4およびXbox One版が販売されており、日本でもXbox One版のデジタル版が同日に、遅れてPS4版がパッケージ版も含めてDMMから販売されている 。

## ゲームの特徴
世界観
ゲーム中最も暖かい時期でもマイナス20度を超えず、世界は一面の白い荒野と化し、海は凍りついている。
スチームパンク的世界観はゲームビジュアルにも反映されており、氷を砕き熱を生む大小の蒸気ジェネレーターや四脚の作業用オートマトン、スチームコアを用いた温室などが登場する。このため街は日に日に厚い氷に覆われる一方、各所で蒸気が噴き出すようになる。
BGMにはヴァイオリンの静かな音が奏でられる。
ゲームモード
シナリオモードは『トロピコ』シリーズのように予めクリア条件が設定されたシナリオが4つ用意されており、それぞれ異なる背景と物語が描かれる。時間的な制約こそあれど問題解決の手段や街づくりの方向性は多様であり、選択肢によって分岐するミニイベントも発生するためリプレイ性がある。
一方のエンドレスモードは半永久的に日々が続く。ゲーム開始時に2種類の難易度を選択でき、シナリオモードのように過酷な環境下で戦い続ける「忍耐」と、穏やかな気候の下で街の建設に集中できる「平穏」が用意されている。このモードのみフィールドや街の名前を変更できる他、専用の建築物など独自のコンテンツを備える。
双方のゲームモードともに寒波襲来の間隔や住民たちの態度などを細かくカスタマイズできる。更に過酷なプレイを望む場合、ポーズ機能が無くセーブもゲーム終了時にしか許されない生存者モードが用意されている。また、見下ろし視点の建築ゲームとしては珍しくフレームなどで加工可能なフォトモードを実装している。
住民との共存
プレイヤーが統治を行う住民たちの心理は希望と不満の値で表される。希望が底を尽きるか不満が限界に達するとゲームオーバーとなる他、2つの値を一定に維持あるいは抑制することはシナリオの進行においてしばしば重要となる。
値は殆どの場合プレイヤーの選択によって上下する。例えば24時間労働を課せば当然不満が増加し、息抜きの施設を稼働させれば減少する。また病気や飢餓、長時間労働などによる住民の死は希望の減少を招くため、彼らの健康を保つことは労働力を守る以上の意味を持つ。
極寒ならではの街づくり
本作における街づくりの特徴が建物の温度管理であり、街全体の熱分布をサーモグラフィーのように可視化できる。あまりに温度が低いと住民は病気になり、ひどい場合は重症化する。プレイヤーは蒸気ハブなどの防寒施設を随時開発できるが、この増設は燃料となる石炭の貯蔵量との戦いを意味する。
多様な選択
プレイヤーは法律や宗教あるいは治安維持組織を制定できる他、住民の不平不満や小さなトラブルの解決に際し細かな選択を強いられ、撤回することはできない。
一般に道徳的で博愛に満ちた選択をしたとしても（多くのゲームがそうであるように）プレイが有利になるとは限らず、むしろ全体の崩壊を招きかねない。
幾つかのメディアサイトは本作のレビューに際し、こうしたリスクを伴う道徳的決断とリアリズムな選択を好評点として挙げている。

## シナリオとあらすじ
新しい家(New Home)
本作のメインストーリー。
ロンドンから逃れ、冬の街ウィンターホームを探す難民たちは、決死行の果てに新たなジェネレーターを発見し、その周囲に街を建設する。
ひとまずの安息を得たのも束の間、大きな希望であったウィンターホームが崩壊しているという報せにより住民たちは絶望する。ロンドンに戻るべきだと主張するロンドン主義者たちが声高に脱出を叫び、街は混沌状態に陥る。
聖櫃(Arks)
世界中の植物と苗木を保存する聖櫃を寒さから死守するため、科学者たちはオートマトンにより自律し続ける街の建設に乗り出す。しかしその最中、崩壊間際の街を発見。苦難の道となっても彼らを救うか、使命のみを果たすかを迫られる。
難民(Refugees)
金持ちや貴族が悠々と避難所へ逃れた後、ロンドンの街と共に捨てられた市民は強奪した船で脱出し、偶然見つけたジェネレーターの下に安息の地を得る。
街の発展のため、続々と押し寄せる難民を受け入れる住民たちであったが、ある日貴族たちの難民が訪れる。
ウィンターホームの崩壊(Fall of Winterhome)
前任者のずさんな治政が引き起こした内戦で焦土と化したウィンターホームにて新たなリーダーによる復興が始まる。がれきの山と前リーダーによる歪な建設を改善しつつ、住民たちの希望を取り戻さなければならない。
しかし内戦の傷跡は深く残り、ジェネレーターですら正常には動いてくれない。この都市は生き残ることができるのだろうか…？

### 追加コンテンツ
The Last Autumn
PC版にて、日本時間1月22日から配信されている有料のダウンロードコンテンツ。本編の前日譚として、世界規模の寒冷化に備えるため奮闘する「Site 113」の物語が描かれる。
沿岸部を舞台にした新たなシナリオの他、新しい技術や建築物、経済システムの拡張が導入される。
On The Edge(綱渡り)
最後のDLC。メインストーリークリア後の後日譚である。
メインストーリーの街であるニューロンドンから派遣され、前哨都市の隊長に任命された主人公は、鉄をニューロンドンに送る任務を遂行していた。
そこでは食料の配給から法律の施行まで全てをニューロンドンのさじ加減で左右されているような状況であった。そして、悪化する基地の状況やニューロンドンに対する部下の不満から主人公は都市からの独立を余儀なくされる。
しかし、彼らに残されているのはこの痩せた土地と極寒。周りを見れば交易できそうな勢力がいるが果たして・・・

## 評価
Metacriticによると、PC版をレビューした66のメディアサイトの平均スコアは84/100であり、当サイトにおける“概ね好評”を獲得している。
ただし、このスコアは発売当時のバージョンに対する評価である。
その後に発売されたConsole EditionもPS4版が87点、Xbox版が84点と、それぞれ好評を得ている。
米IGNは本作を「魅惑的な体験」とし、「プレイヤーの選択によって様々な展開を見せる物語」と、それを支える「素晴らしいアートスタイルとグラフィックデザイン」などを評価している。そして最も独創的なのは、プレイヤーに自身の人間性を犠牲にすることなく街の調和と存続を強いる「倫理的ジレンマ」を提供することであると評した 。
Game Informerも本作を「重要な決断に思い悩まされるインタラクティブ体験」を得られる珍しい作品と評した一方、序盤におけるチュートリアルの不足を指摘している。

### 売上
11 bit studioの管理委員会は発売後の3日間で25万部以上を売り上げたという販売レポートを2018年4月27日に発行しており、販売による収益が制作費とマーケティング費用を上回ったとしている。
また、リリース後およそ1年で140万部以上の販売を報告している。

### 受賞
| 年   | 式典                                    | 受賞部門                                                   | 結果       | 出典          |
| ---- | --------------------------------------- | ---------------------------------------------------------- | ---------- | ------------- |
| 2017 | Game Critics Awards : BEST OF E3 2017   | ベスト ストラテジーゲーム                                  | 受賞       | [ 23 ]        |
| 2018 | 2018 ゴールデンジョイスティックアワード | ベスト ビジュアルデザイン                                  | ノミネート | [ 24 ] [ 25 ] |
| 2018 | 2018 ゴールデンジョイスティックアワード | PCゲーム オブ ザ イヤー                                    | ノミネート | [ 24 ] [ 25 ] |
| 2018 | The Game Awards 2018                    | ベスト ストラテジー                                        | ノミネート | [ 26 ]        |
| 2018 | Australian Game Awards 2018             | ストラテジータイトル オブ ザ イヤー                        | 受賞       | [ 27 ]        |
| 2019 | D.I.C.E. Awards                         | ストラテジー／シミュレーション ゲーム オブ ザ イヤー       | ノミネート | [ 28 ]        |
| 2019 | 2019 G.A.N.G. Awards                    | ミュージック オブ イヤー                                   | ノミネート | [ 29 ]        |
| 2019 | 2019 G.A.N.G. Awards                    | ベスト オリジナル サウンドトラック アルバム Piotr Musiałへ | ノミネート | [ 29 ]        |
| 2019 | 2019 G.A.N.G. Awards                    | ベスト ミュージック フォー インディーゲーム Piotr Musiałへ | ノミネート | [ 29 ]        |
| 2019 | BAFTA Games Awards                      | ナラティブ部門                                             | ノミネート | [ 30 ]        |